# Liste der Baudenkmäler im Bonner Ortsteil Lessenich/Meßdorf
Die folgende Liste enthält in der Denkmalliste ausgewiesene Baudenkmäler auf dem Gebiet des Bonner Ortsteils Lessenich/Meßdorf im Stadtbezirk Bonn.
Hinweis: Die Reihenfolge der Denkmäler in dieser Liste orientiert sich an den Straßennamen und ist alternativ nach Hausnummern, Denkmallistennummer oder Bezeichnung sortierbar.
Basis ist die offizielle Denkmalliste der Stadt Bonn (Stand: 15. Januar 2021), die von der Unteren Denkmalbehörde geführt wird. Grundlage für die Aufnahme in die Denkmalliste ist das Denkmalschutzgesetz Nordrhein-Westfalens.
| Bild                | Bezeichnung                                                                    | Lage                                        | Beschreibung                               | Bauzeit              | Eingetragen seit | Denkmal- nummer |
| ------------------- | ------------------------------------------------------------------------------ | ------------------------------------------- | ------------------------------------------ | -------------------- | ---------------- | --------------- |
| BW                  | „Knappenmühle“ Lessenich                                                       | Bahnhofstraße 126 Karte                     |                                            |                      |                  | A 2384          |
| „Meßdorfer Hof“     | „Meßdorfer Hof“                                                                | Burgweg 19 Karte                            |                                            |                      |                  | A 993           |
| Bildstock Lessenich | Bildstock Lessenich                                                            | Gielsdorfer Straße / Meßdorfer Straße Karte |                                            | 1877                 |                  | A 4055          |
| weitere Bilder      | „Stiftsmühle“                                                                  | Gielsdorfer Straße 19 Karte                 | Ehemaliges Mühlengebäude in Ziegelbauweise | Ende 18. Jahrhundert |                  | A 992           |
| weitere Bilder      | Kapelle, Heiligenhäuschen, Ehrenmal Lessenich                                  | Roncallistraße/Bahnhofstraße Karte          |                                            |                      |                  | A 4053          |
| BW                  |                                                                                | Roncallistraße 19 Karte                     |                                            |                      |                  | A 964           |
| BW                  |                                                                                | Roncallistraße 20 Karte                     |                                            |                      |                  | A 1025          |
| BW                  |                                                                                | Roncallistraße 21 Karte                     |                                            |                      |                  | A 963           |
| BW                  |                                                                                | Roncallistraße 22 Karte                     |                                            |                      |                  | A 1026          |
| BW                  |                                                                                | Roncallistraße 24 Karte                     |                                            |                      |                  | A 1027          |
| weitere Bilder      | Katholische Pfarrkirche „St. Laurentius“ mit Pfarrhaus und Wirtschaftsgebäuden | Roncallistraße 27 Karte                     |                                            |                      |                  | A 3934          |